# Carl Magnus Hindbeck
Carl Magnus Hindbeck, född den 14 september 1791 i Östra Vemmenhögs socken, Malmöhus län, död den 20 september 1875 i Stockholm, var en svensk jurist. 
Hindbeck var inskriven som student vid Lunds universitet utan att avlägga examen. Han blev auskultant i Göta hovrätt 1808, vice häradshövding 1813 och auskultant i Svea hovrätt 1815. Hindbeck erhöll Kunglig Majestäts brev på häradshövdings namn, heder och värdighet 1816. Han blev extra ordinarie notarie samma år, vice notarie 1817, extra ordinarie fiskal samma år och ordinarie fiskal 1819. Hindbeck blev sekreterare i Serafimerordensgillet 1820 och tillika advokatfiskal där 1823. Han blev adjungerad ledamot i Svea hovrätt 1824, assessor 1825 och hovrättsråd 1832. Hindbeck beviljades avsked 1856. Han blev ledamot av Södertälje kanaldirektion 1835. Hindbeck blev riddare av Nordstjärneorden 1837 och av Carl XIII:s orden 1843.